# Challenger de Orlando
El Orlando Open es un torneo profesional de tenis. Pertenece al ATP Challenger Series. Se juega desde el año 2019 sobre pistas de dura, en Orlando, Estados Unidos.

## Palmarés

### Individuales
| Año      | Campeón             | Finalista            | Resultado             |
| -------- | ------------------- | -------------------- | --------------------- |
| 2019     | Marcos Giron        | Darian King          | 6–4, 6–4              |
| 2020     | Brandon Nakashima   | Prajnesh Gunneswaran | 6–3, 6–4              |
| 2021 (1) | Jenson Brooksby     | Denis Kudla          | 6–3, 6–3              |
| 2021 (2) | Christopher Eubanks | Nicolás Mejía        | 2–6, 7–6(3), 6–4      |
| 2022     | Yibing Wu           | Jason Kubler         | 6–7(5), 6–4, 3–1 ret. |

### Dobles
| Año      | Campeones                            | Finalistas                        | Resultado               |
| -------- | ------------------------------------ | --------------------------------- | ----------------------- |
| 2019     | Romain Arneodo Andrei Vasilevski     | Gonçalo Oliveira Andrea Vavassori | 7–6(2), 2–6, [15–13]    |
| 2020     | Andrey Golubev Aleksandr Nedovyesov  | Mitchell Krueger Jackson Withrow  | 7–5, 6–4                |
| 2021 (1) | Mitchell Krueger Jack Sock           | Christian Harrison Dennis Novikov | 4–6, 7–5, [13–11]       |
| 2021 (2) | Christian Harrison Peter Polansky    | JC Aragone Nicolás Barrientos     | 6–2, 6–3                |
| 2022     | Yun-seong Chung Michail Pervolarakis | Malek Jaziri Kaichi Uchida        | 6–7(5), 7–6(3), [16–14] |